# Estrecho de Bonifacio
El estrecho de Bonifacio (del francés: Bouches de Bonifacio); en italiano: Bocche  di  Bonifacio es un estrecho del mar Tirreno (Mediterráneo) que separa las islas de Córcega (Francia) al norte y Cerdeña (Italia) al sur. Es navegable por las rutas oceánicas que unen los puertos del sur de España y el golfo de León con el estrecho de Mesina.
La migración del atún también lo utiliza por lo que cobra especial relevancia en la pesca de este recurso.